# Time Machine 2011: Live in Cleveland (video)
Time Machine 2011: Live in Cleveland è un video concerto del gruppo rock Rush pubblicato l'8 novembre 2011 in Blu-ray/DVD ed in formato audio (doppio CD). Il concerto è stato registrato il 15 aprile 2011 alla Quicken Loans Arena di Cleveland in Ohio durante una delle date del Time Machine Tour. Il DVD è stato registrato dalla Banger Productions che aveva precedentemente prodotto il documentario Rush: Beyond the Lighted Stage.
Time Machine 2011: Live in Cleveland debutta direttamente al primo posto nelle classifiche di vendita canadesi e statunitensi, al secondo in quelle inglesi. 
Il video, prima della pubblicazione ufficiale, è stato distribuito in molte sale cinematografiche statunitensi, a partire dal 26 ottobre 2011 e del Regno Unito, dal 1º novembre 2011.
Certificato due volte platino il 14 maggio 2014 dalla RIAA.

## Tracce
1. The Spirit of Radio
2. Time Stand Still
3. Presto
4. Stick It Out
5. Workin' Them Angels
6. Leave That Thing Alone
7. Faithless
8. BU2B
9. Freewill
10. Marathon
11. Subdivisions
12. Tom Sawyer
13. Red Barchetta
14. YYZ
15. Limelight
16. The Camera Eye
17. Witch Hunt
18. Vital Signs
19. Caravan
20. Moto Perpetuo
21. O'Malley's Break
22. Closer to the Heart
23. 2112 (Overture/The Temples of Syrinx)
24. Far Cry
25. La Villa Strangiato
26. Working Man

## Contenuti extra
Nella versione video sono presenti alcuni materiali aggiuntivi:
- Outtakes da "History of Rush, Episodes 2 & 17"
- Tom Sawyer con il cast di "History of Rush, Episode 17"
- Need Some Love, versione live con il batterista John Rutsey. Laura Secord Secondary School, 1974
- Anthem, versione live. Passaic, New Jersey, 1976

## Formazione
- Geddy Lee - basso, tastiere e voce
- Alex Lifeson - chitarra elettrica ed acustica, mandolino, tastiere
- Neil Peart - batteria e percussioni